# 崔世昌 (1954年)
崔世昌 ，GLM，OMP（1954年2月19日—），廣東新會人，澳門核數師，現任澳門立法會副主席。父親為崔德勝，叔父崔德祺為著名商人，弟弟為前行政長官崔世安。堂弟崔世平為澳門全國人大代表、立法會議員。
崔世昌為美國夏威夷檀香山夏曼纳德大学工商管理學士、碩士。第八、九、十、十一、十二、十三屆全國政協委員，澳門立法會及澳門特別行政區立法會議員、第六屆（2017年起）澳門特別行政區立法會副主席、澳門法律工作者聯合會會長、澳門基本法推廣協會理事長、澳門管理專業協會會長、澳門民航學會會長；2001年獲澳門政府授予專業功績勳章，2021年獲授予金蓮花勳章。
歷任第一、二屆澳門市政議會議員、澳門政府諮詢會委員、澳門基本法諮詢委員會常務委員、澳門特別行政區籌備委員會委員，澳門青年總商會創會會長、澳門資深青商協會創會會長。

## 荣誉

### 中国勋章奖章
- 金莲花荣誉勋章（澳门特别行政区，2021年12月19日公布[4]）